# Jan Malinowski (geolog)
Jan Malinowski (ur. 1 stycznia 1922 w Sitnie, zm. 21 maja 1994 w Warszawie) – polski geolog, specjalista w zakresie hydrogeologii.

## Młodość
Jego rodzicami byli drobni rolnicy, Wojciech i Adela, z domu Dwojakowska. Miał młodszą siostrę – Teresę.
W 1936 ukończył Szkołę Podstawową w Sitnie i wstąpił do gimnazjum.
Po śmierci ojca utrzymywał do 1942 rodzinę. Do końca 1942, w czasie wysiedlania ludności polskiej z terenu Zamojszczyzny, tułał się z rodziną po miejscowościach nie objętych chwilowo wysiedleniami. Do lipca 1944 pracował u osadnika niemieckiego jako robotnik rolny, następnie przebywał w obozie pracy przymusowej na terenie wysiedlanym i ponownie pracował jako robotnik rolny.
Po wyzwoleniu podjął pracę na poczcie jako siła biurowa. W 1945 wyjechał na Ziemie Zachodnie do Wałbrzycha. Pracę otrzymał w Zjednoczeniu Przemysłu Koksochemicznego jako referent techniczny, gdzie pracował do 1947. W 1947 został przeniesiony do Zjednoczenia Przemysłu Nieorganicznego w Wałbrzychu w charakterze asystenta laboratorium. Podczas pracy uczęszczał do liceum popołudniowego. W 1947 zdał egzamin dojrzałości.
Studia wyższe odbył w latach 1948-1952 na Wydziale Nauk Przyrodniczych Uniwersytetu Wrocławskiego, gdzie uzyskał stopień magistra filozofii w zakresie geologii.
W kwietniu 1953 wziął ślub z Lidią Starczewską, z którą miał córkę Ewę.

## Praca
W 1951 został pracownikiem Instytutu Geologicznego. Został przyjęty do Wydziału Geologii Technicznej Dolnośląskiej Stacji Terenowej we Wrocławiu. W 1952 został przeniesiony do centrali Instytutu w Warszawie. W 1953 został kierownikiem Sekcji Map Geotechnicznych. W 1954 został mianowany adiunktem oraz kierownikiem Zakładu Geologii Technicznej.
W 1962 obronił w Instytucie Geologicznym rozprawę doktorską Budowa geologiczna i własności geotechniczne lessów Roztocza i Kotliny Zamojskiej, między Turobinem i Szczebrzeszynem. Promotorem był prof. dr hab. Zdzisław Pazdro.
W latach 1959-1962 pracował dodatkowo na pół etatu w Przedsiębiorstwie Geologicznym Budownictwa Wodnego Hydrogeo w Warszawie.
W 1962 został Zastępcą Dyrektora IG. W 1963 został mianowany samodzielnym pracownikiem naukowo-badawczym.
Spośród prac wykonanych w pierwszym okresie działalności należy wymienić arkusz Zamość Mapy inżyniersko-geologicznej i hydrogeologicznej Polski w skali 1:300 000, wraz z objaśnieniami. oraz monografię Badania geologiczno-inżynierskie lessów (1970).
Sporządził ponadto dokumentacje geologiczne dla budowy zapór wodnych na Wiśle (8 stopni wodnych), na Odrze (Brzeg dolny – Racibórz) i na Dunajcu (węzeł Czorsztyński). Poza tym dokumentacje warunków hydrogeologicznych i geologiczno-inżynierskich na terenie złóż siarki w Tarnobrzegu, miedzi w rej. Lubina, węgla brunatnego w rej. Rogoźna i Bełchatowa oraz szeregu złóż ceramiki czerwonej i kruszywa.
Badania regionalne, rozpoczęte na Roztoczu, rozszerzył następnie na całą Wyżynę Lubelską i wschodnie obrzeżenie Gór Świętokrzyskich. Ich wyniki zawarł w opracowaniu czterech arkuszy Mapy Hydrogeologicznej Polski 1 : 200 000 i w kilku publikacjach na temat głównych problemów hydrogeologicznych utworów kredowych regionu lubelskiego.
W 1973 został mianowany docentem w IG. Rozprawa Hydrogeologia Roztocza Zachodniego (opublikowana w 1964) stała się podstawą nadania mu w 1974 przez Radę Wydziału Nauk Przyrodniczych Uniwersytetu Wrocławskiego stopnia naukowego doktora habilitowanego. W 1977 uzyskał tytuł profesora nadzwyczajnego nauk przyrodniczych.
W 1975 został powołany na I Zastępcę Dyrektora IG, a w 1976 na Dyrektora Instytutu Geologicznego Ze stanowiska tego ustąpił w grudniu 1981. W latach 1986-1991 był kierownikiem Pracowni Mapy Hydrogeologicznej Polski 1:200 000 w Zakładzie Hydrogeologii i Geologii Inżynierskiej PIG. Od 1991 był kierownikiem Pracowni Kartografii Geologicznej w tym Zakładzie. W latach 1986-1991 pracował dodatkowo na pół etatu w Instytucie Nauk Geologicznych Uniwersytetu Wrocławskiego.
W 1983 otrzymał stopień Dyrektora Górniczego I stopnia, a w 1987 – Generalnego Dyrektora Górniczego III stopnia.
Opierając się na wynikach lokalnych i regionalnych badań hydrogeologicznych, opublikował szereg opracowań hydrogeologicznych dotyczących całego kraju, m.in.: Lithostratigraphy bases for hydrogeological division od Poland (1980), Postęp w rozpoznaniu budowy geologicznej Polski (1980), Nowe kierunki rozwojowe kartografii hydrogeologicznej Polski (1986), Ochrona kopalin i wód podziemnych w Narodowym Programie Ochrony Środowiska (1989).
Najważniejszym kierunkiem badawczym Jana Malinowskiego była kartografia hydrogeologiczna. Rozpoczął zajmować się nią jako redaktor Atlasu zasobów zwykłych wód podziemnych i ich wykorzystania w Polsce w skali 1:500 000. Z jego inicjatywy i pod jego redakcją ukazała się w 1991 pierwsza w kraju monografia regionalna wód podziemnych Budowa geologiczna Polski, t. VII – Hydrogeologia. W ostatnich kilku latach życia główną tematyką badawczą Jana Malinowskiego była Mapa hydrogeologiczno-sozologiczna Polski 1 : 50 000, której był redaktorem, a zarazem współautorem instrukcji.
Zajmował się też metodyką badań. Dotyczyły one regionalnych metod badań geologiczno-inżynierskich dla różnych typów budownictwa, sporządzania kompleksowych zdjęć geologiczno-inżynierskich i map przeglądowych. W wyniku tych powstało wiele artykułów i rozpraw, a zwłaszcza 2. wydanie podręcznika geologii inżynierskiej dla technikum geologicznego. Brał również udział w opracowaniu Poradnika służby geologicznej oraz Poradnika hydrogeologicznego.
Jan Malinowski był również autorem lub współautorem wielu podręczników, m.in. Geologii inżynierskiej (1959), Hydrogeologii (1991), Geologii i geotechniki dla inżynierów budownictwa (wspólnie z Zygmuntem Glazerem, 1991).
Był promotorem siedmiu przewodów doktorskich (m.in. Zbigniewa Frankowskiego, Zenona Duchnowskiego, Marka Michniewicza i Józefa Chowańca) i recenzentem ponad 30 rozpraw doktorskich i habilitacyjnych.
Autor około 150 publikacji, 36 dokumentacji oraz ponad 100 opinii i ekspertyz.

## Członkostwo w organizacjach państwowych, naukowych i zawodowych
- Rada Naukowa Instytutu Nauk Geologicznych Uniwersytetu im. Bolesława Bieruta we Wrocławiu (1975)
- Rada Naukowa Instytutu Hydrogeologii i Geologii Inżynierskiej Uniwersytetu Warszawskiego.
- Rada Naukowa Metra.
- Komitet Przestrzennego Zagospodarowania Kraju PAN (1975-77).
- Komitet Nauk Geologicznych PAN.
- Komitet Badań Morza PAN (1978-80).
- Państwowa Rada Górnictwa (1978-1980).
- Państwowa Rada Ochrony Środowiska.
- Centralna Komisja Kwalifikacyjna ds. Kadr Naukowych przy Prezesie Rady Ministrów.
- Komisja Dokumentacji Geologiczno-Inżynierskich CUG.
- Komisja Dokumentacji Hydrogeologicznych CUG.
- International Association of Engineering Geology.
- Komisja Hydrogeologii Krasu IAH (International Association of Hydrogeology).
- Polskie Towarzystwo Geologiczne[1]
- Stowarzyszenie Inżynierów i Techników Górnictwa.
- International Association of Engineering Geology.
- International Association of Hydrogeology.

## Odznaczenia
- Medal 10-lecia Polski Ludowej (1954).
- Złoty Krzyż Zasługi.
- Krzyż Kawalerski Orderu Odrodzenia Polski (1964).
- Odznaka 1000-lecia Państwa Polskiego (1967).
- Odznaka Przodownika Pracy Socjalistycznej (1971).
- Medal 30-lecia Polski Ludowej (1974).
- Krzyż Oficerski Orderu Odrodzenia Polski (1975).
- Srebrna Odznaka NOT (1976).
- Złota odznaka honorowa „Za Zasługi dla Warszawy” (1976).
- Złota Odznaka Honorowa NOT (1980).
- Złota Odznaka „Zasłużony dla polskiej geologii” (1980).
- Złota Odznaka „Za zasługi w dziedzinie geodezji i kartografii” (1988).
- Krzyż za Wolność i Niepodległość z Mieczami (1988). Nadał go Prezydent Rzeczypospolitej Polskiej na Uchodźstwie, na wniosek Rady Ministrów, w dniu 11 listopada 1988 r. w Londynie, za czynny udział w walce o wolność Polski w okresie II wojny światowej 1939-1945.
- Nagroda zespołowa I stopnia Ministra Ochrony Środowiska i Zasobów Naturalnych (1991).

## Wybrane publikacje
- Malinowski J., 1959, Geologia inżynierska, 192 str., Wydawnictwa Geologiczne, Warszawa.
- Malinowski J., 1960, Geologia inżynierska, część II, Wydawnictwa Geologiczne, Warszawa.
- Malinowski J., 1964, Atlas geologiczno-inżynierski Warszawy 1 : 20 000, Warszawa.
- Malinowski J., 1971, Objaśnienia do mapy geologicznej Polski 1:200 000. T. Arkusz N 34 – XXII Pisz, Wydawnictwa Geologiczne, Warszawa.
- Malinowski J., 1973, Hydrogeologiczna charakterystyka źródeł Roztocza Zachodniego, Biul. IG 277, s. 87-106., Warszawa.
- Malinowski J., 1974, Hydrogeologia Roztocza Zachodniego, Prace Hydrogeologiczne z. 6, Seria Specjalna IG, Warszawa.
- Malinowski J., 1977, Wpływ neotektoniki na zmiany stosunków hydrogeologicznych Roztocza, Kwart. Geol., T.21, nr 1, 49-58, Warszawa.

## Źródła
- Józef Bażyński, Bronisław Paczyński, 1994, Jan Malinowski. Przegl. Geol., nr 12, Warszawa.
- Kowalski W.C., Mikulski Z., 1994 – Jan Malinowski. Przegląd Geofizyczny, t. XXXIX, No 4.
- http://geoportal.pgi.gov.pl/portal/page/portal/muzeum/historia/poczet/malinowski